# Aquarelle
«Aquarelle» (Акварель) — квебекський рок-гурт напрямку джаз-рок. У другій половині 70-х років, Квебек з точки зору прогресивного року переживає свого роду культурну революцію чи емансипацію і шквал гуртів з'являються на світло боже, чимало з них не дуже піклується про те, щоб бути комерційними. Акварель є проект П'єра Леско (фр. Pierre Lescaut): він був основним композитором, але кожен в гурті мав цікаву й складну ролі в гурті, і не в останню чергу  роботи на скрипці П'єра Бурнакі (фр. Pierre Bournaki). Цей гурт, родом з Монреаля, зробив лише два альбоми в своїй відносно короткій кар'єрі. Їх оригінальний ф'южн стиль музики був добре прийнятий вдома, але вони отримали достатнього визнання, щоб їх запросили на міжнародний фестиваль у Монтре в Швейцарії. Вони, на жаль, розпалися після свого другого релізу, але лідер, клавішник П'єр Леско продовжував сольну кар'єру в нью-ейдж музиці. 

## Альбом Aquarelle (Aka Sous Un Arbre), 1978
З огляду на вищесказане, гурт Акварель записав дуже чесний і професійний альбом, який відповідає формі того, що було випущено в той час. Звучання близько до альбомів Жана-Люка Понті, (фр. Jean-Luc Ponty) тієї ж епохи і багатьох інших гуртів; Акварель насправді не вдалося зробити реальний відбиток на ринку головним чином через велику конкуренцію і величезну кількість подібної музики; деякі гурти не могли не залишитися в невідомості. Однією з родзинок є красивий, безсловесний вокал, який додає трохи несподіваного смаку до музики. 

### Композиції
1 — La Magie Des Sons 6'39 

2 — Francoise 4'53 

3 — Bridge 6'25 

4 — Sous Un Arbre 4'31 

5 — Aquarelle 8'20 

6 — Volupte 4'34 

7 — Esperanto 5'49 

### Музиканти
— Anne-Marie Courtemanche / вокали 

— Pierre Lescaut / клавішні 

— Stephane Morency / гітара

— Pierre Bournaki / скрипка 

— Jean-Philippe Gelinas / флейта, саксофон 

— Michel De Lisle / бас-гітара 

— Andre Leclerc / барабани 

## Альбом Live at Montreux, 1979
Після їх художньо успішного дебютного альбому, Акварель отримує запрошення виступити на одному з найбільших джазовий фестивалів у світі, в м. Монтре, Швейцарія. Тут і був записаний другий альбом, який містить нові композиції й одну з попереднього альбому. Усі нові композиції дуже якісні й добро відрепетирувані. Щодо складу, то відбулася одна зміна: на концерті гурт виступав з новою вокалісткою, Шарон Райан. Клавішник, лідер і основний композитор П'єр Леско забезпечив те, щоб кожен учасник отримав достатньо місця, щоб висвітити свої можливості. Композиція «Récital Des Grenouilles» має трохи більше етнічного забарвлення ніж інші — скрипка П'єра Бурнакі, яка звучить трохи схоже зі скрипками Жана-Люка Понті, Дідьє Локвуда (фр. Didier Lockwood) або оновленого Стефана Ґрапеллі (фр. Stéphane Grappelli) викликає це. Стиль музики коливається від високоенергійного джаз-року до холодного ф'южну, а окремими моментами до чистого року. Другий бік диску відкривається адаптацією Альбера Камю «Сторонній», «L’étranger», змінюється повільним «Estérel» у двох частинах і завершується знайомою композицією «Magie Des Sons», яка є дуже вдалим енергійним завершенням альбому.

### Композиції
1 — Machines à Boules 5'46

2 — Second Réveil 3'54

3 — Récital Des Grenouilles 4'06

4 — La Nouvelle 5'03

5 — L’étranger 5'27

6 — Estérel: (Partie 1 & Partie 2) 6'28

7 — Magie Des Sons 9'28

Загальний час звучання 43:49

### Музиканти
— Pierre Lescaut / клавішні  

— Stephane Morency / гітара

— Pierre Bournaki / скрипка 

— Jean-Philippe Gelinas / флейта, саксофон 

— Michel De Lisle / бас-гітара 

— Andre Leclerc / барабани 

— Sharon Ryan / вокали 